# Фінал кубка Австрії з футболу 1933
У фіналі розіграшу кубка Австрії 1932/33 грали «Аустрія» і «Брігіттенауер».

## Шлях до фіналу
«Аустрія»:
- «Слован» — 10:1. Голи: Єрусалем, Шиппек (2), Мольцер (3), Шпехт (2), Мокк — Луц.
- «Рапід» — 6:4. Голи: Фіртль (3), Шпехт, Шиппек, Сінделар — Біцан (2), Біндер.
- «Ваккер» — 3:3. Голи: Сінделар, Фіртль (2) — Кропей (2), Вальцгофер.
- «Ваккер» — 2:1. Голи: Сінделар, Штро — Вальцгофер.
- «Флорідсдорфер» — 4:1. Голи: Сінделар (3), Шпехт — Йордан.

«Брігіттенауер»:
- «Бургтеатер» — 5:1. Голи: Фассль, Галлас (2), Гіссауф, Кундрат — Цермак.
- «Герштоф-Верінг» — 2:1. Голи: Поллак, Гіссауф — Піммінгер.
- «Хакоах» — 5:1. Голи: Ганель, Поллак (2), Галлас (2) — Штрос.
- «Вінер Шпорт-Клуб» — 4:4. Голи: Ганель (2), Бидцовський (2) — Певний, Шпона, Пілльвайн, Келлінгер.
- «Вінер Шпорт-Клуб» — 1:0. Гол: Поллак.

## Деталі матчу
| 25 травня 1933 |

| «Аустрія»   | 1 – 0 | «Брігіттенауер» |
| ----------- | ----- | --------------- |
| Шпехтль 11' | Звіт  |                 |

| «Пратер» (Відень) Глядачів: 14 000 Арбітр: Алоїз Беранек |

|                                  |                  |  |
|                                  |                  |  |
| ВР                               | Йоганн Білліх    |  |
| ЗХ                               | Карл Граф        |  |
| ЗХ                               | Вальтер Науш     |  |
| ПЗ                               | Маттіас Наємник  |  |
| ПЗ                               | Йоганн Мокк      |  |
| ПЗ                               | Карл Галль       |  |
| НП                               | Йозеф Мольцер    |  |
| НП                               | Йозеф Штро       |  |
| НП                               | Маттіас Сінделар |  |
| НП                               | Віктор Шпехтль   |  |
| НП                               | Рудольф Фіртль   |  |
| Тренери: Роберт Ланг, Карл Шротт |                  |  |

|                |                    |  |
|                |                    |  |
| ВР             | Густав Шелл        |  |
| ЗХ             | Франц Плеєр        |  |
| ЗХ             | Ернст Кайт         |  |
| ПЗ             | Карл Кундрат       |  |
| ПЗ             | Леопольд Бок       |  |
| ПЗ             | Леопольд Вайсбауер |  |
| НП             | Едуард Галлас      |  |
| НП             | Густав Поллак      |  |
| НП             | Рудольф Ганель     |  |
| НП             | Антон Бидцовський  |  |
| НП             | Леопольд Фассль    |  |
| Тренер: Грегор |                    |  |